# Julius Votteler Nachfolger
Julius Votteler Nachfolger war ein Unternehmen in Reutlingen, das vor allem Kunstleder fabrizierte. 1974 ging es in die Insolvenz.

## Geschichte

### Vorkriegszeit: Friedrich Haarburger senior
Um 1870 gründete der Buchbinder Julius Votteler eine Kartonagenfabrik, die wenige Jahre später ihren Standort verlegte und in die Reutlinger Bahnhofstraße zog. 1888 kaufte Friedrich Haarburger senior (* 1855; † 1920) diese Fabrik auf. Er stellte die Produktion um und spezialisierte sich auf Papier- und Gewebebeschichtungen sowie auf die Herstellung von Kunstleder; zu seiner Kundschaft gehörte die Buchbinder-, Schuh- und Lederwarenindustrie. Neun bis zwölf Prozent der Kunstlederproduktion des Deutschen Reiches vor dem Zweiten Weltkrieg stammten aus Haarburgers Fabrik.
Friedrich Haarburger hatte mit seiner Ehefrau Fanny, geb. Hess, drei Kinder: Karl (* 1893; † 1935), Alice (* 1891; † 1942) und Heinrich/Ernst (* 1897; † 1927), der früh verstarb. 1902 ließ er sich ein Haus in der Stuttgarter Danneckerstraße 36 nach eigenen Entwürfen bauen. Dorthin zog er 1903 aus der Reutlinger Bismarckstraße 4 mit seiner Familie, um für die Kinder eine angemessene Ausbildung zu gewährleisten. Das Haus ist erhalten geblieben und trägt nach wie vor Friedrich Haarburgers Initialen.

### Drittes Reich: Karl Haarburger
Friedrich Haarburgers Sohn Karl, der ebenso wie sein Bruder im Ersten Weltkrieg als Soldat gedient hatte, übernahm die Unternehmensleitung, nachdem der Vater gestorben war. 
Karl Haarburger heiratete 1926 Johanna Seible. Hitlers Amtsübernahme als Reichskanzler 1933 irritierte ihn offenbar nicht; deutsch-national gesinnt, hielt er sich und sein Unternehmen für sicher. Offenbar galt er in Reutlingen als „anständiger Jude“ und hatte nicht unter den veränderten Verhältnissen zu leiden. 
Nachdem Karl Haarburger 1935 an einem Krebsleiden gestorben war, geriet das Unternehmen in Schwierigkeiten. Sowohl die Rohstoffzuteilungen als auch die Erträge gingen zurück. 1937 wurde die „Arisierung“ eingeleitet. 74,75 Prozent der Anteile befanden sich damals noch im Besitz von Alice Haarburger und den Nachkommen Heinrich Haarburgers, die alle als „Volljuden“ galten. Den Rest besaßen Karl Haarburgers Kinder Hanna und Friedrich Haarburger junior, die als „Halbjuden“ klassifiziert wurden. Am 4. Dezember 1937 übernahm die Firma C. F. Roser aus Stuttgart-Feuerbach 75 Prozent der Anteile. Auch der Rest ging in nichtjüdische Hände über. Die Familie Haarburger erhielt nur eine unangemessene Summe für das Unternehmen. 1938 musste sie auch das Haus in der Danneckerstraße weit unter Wert verkaufen. Das Unternehmen wurde nun von Karl Räuber geführt. 

### Nachkriegszeit: Friedrich Haarburger junior
Bei den Luftangriffen auf Reutlingen am 15. Januar und am 1. März 1945 erlitten die Fabrikgebäude erhebliche Schäden. Räuber ließ die beschädigten Maschinen bergen und instand setzen. Er war es auch, der nach dem Krieg – Friedrich Haarburger junior, der im Gegensatz zu vielen anderen Familienmitgliedern das Dritte Reich überlebt hatte, hatte 1946 ein Rückerstattungsverfahren eingeleitet und bei der Landesdirektion für Finanzen beantragt, dass das Firmenvermögen unter amtliche Kontrolle genommen wurde – als Vermögensverwalter eingesetzt wurde. Da Räuber Ende 1946 die Firma Westo GmbH in Pirmasens gegründet hatte, die sich zum Konkurrenzunternehmen für Haarburger entwickeln sollte, war er nicht mehr daran interessiert, das Reutlinger Unternehmen wieder aufzubauen. 1950 übernahm Friedrich Haarburger junior als neuer Geschäftsführer einen mehr oder weniger ruinierten Betrieb. Hanna und Friedrich Haarburger junior strengten einen Prozess gegen das Land Württemberg-Hohenzollern an und hofften auf eine Entschädigung, nachdem 1956 das Land der vorsätzlichen Amtspflichtverletzung schuldig gesprochen worden war. Das Land Baden-Württemberg als Rechtsnachfolger Württemberg-Hohenzollerns ging in Berufung und verlor auch vor der nächsten Instanz. Der Prozess gelangte schließlich in den Ruf „des längsten und kompliziertesten, teuersten und unglücklichsten Rechtsstreits, den das Land Baden-Württemberg je geführt hat“, wie 1965 in einem Artikel im Spiegel konstatiert wurde.
Erst 1967 konnte man sich auf einen Vergleich einigen, der allerdings letzten Endes für Haarburger höchst ungünstig ausfiel: In der Folge geriet das Unternehmen durch die Ölkrise 1973/74 in Bedrängnis und musste schließlich Insolvenz anmelden. Die Fabrikgebäude wurden einige Jahre später abgerissen, der Schornstein 1978 gesprengt. In den 1990er Jahren wurde das einstige Firmengelände zum Teil überbaut; unter anderem hat dort jetzt das Reutlinger Notariat seinen Sitz. 2003 wurde Julius Votteler Nachfolger wegen Vermögenslosigkeit aus dem Handelsregister gelöscht.